# Germán Jaramillo
Germán Jaramillo (Manizales, 1952) es un actor de cine, teatro y televisión colombiano. Es reconocido por interpretar múltiples producciones teatrales nacionales e internacionales y por algunas apariciones en series y películas de Colombia. Fue cofundador, y también ha sido director, del Teatro Libre de Bogotá y actualmente dirige su compañía teatral ID Studio Theater en la ciudad de Nueva York, donde reside desde el año 2000.

## Filmografía

### Televisión
| Año  | Título        | Personaje         | Canal              |
| ---- | ------------- | ----------------- | ------------------ |
| 2017 | El Comandante | Fidel Castro      | RCN Televisión     |
| 2016 | Narcos        | Gustavo de Greiff | Netflix            |
| 2011 | La bruja      | Octavio Mejía     | Caracol Televisión |

## Cine
| Año  | Título                             | Personaje  | Nota |
| ---- | ---------------------------------- | ---------- | ---- |
| 2024 | El águila y el gusano              | Valdivieso |      |
| 2024 | Juanpis: El presidente de la gente |            |      |
| 2019 | Amigo de nadie                     |            |      |
| 2016 | El soborno del cielo               | Párroco    |      |
| 2008 | Paraíso travel                     |            |      |
| 2005 | Sin amparo                         | Rodrigo    |      |
| 2000 | La virgen de los sicarios          | Fernando   |      |